# Asian Le Mans Series 2023
Asian Le Mans Series 2023 är den elfte säsongen av den asiatiska långdistansserien för sportvagnar och GT-bilar, Asian Le Mans Series. Säsongen omfattar fyra deltävlingar som kördes under februari 2023.

## Tävlingskalender
| Datum            | Bana               | Segrare LMP2 – Team                         | Segrare LMP3 - Team                                 | Segrare GT – Team                            |
| Datum            | Bana               | Segrare LMP2 – Förare                       | Segrare LMP3 - Förare                               | Segrare GT – Förare                          |
| ---------------- | ------------------ | ------------------------------------------- | --------------------------------------------------- | -------------------------------------------- |
| 11 februari 2023 | Dubai Autodrome    | Algarve Pro Racing                          | MV2S Racing                                         | Walkenhorst Motorsport                       |
| 11 februari 2023 | Dubai Autodrome    | James Allen John Falb Kyffin Simpson        | Jérôme de Sadeleer Vyacheslav Gutak Fabien Lavergne | Nicky Catsburg Chandler Hull Thomas Merrill  |
| 12 februari 2023 | Dubai Autodrome    | Inter Europol Competition                   | DKR Engineering                                     | Walkenhorst Motorsport                       |
| 12 februari 2023 | Dubai Autodrome    | Christian Bogle Charles Crews Nolan Siegel  | Valentino Catalano Tom van Rompuy                   | Nicky Catsburg Chandler Hull Thomas Merrill  |
| 18 februari 2023 | Yas Marina Circuit | Cool Racing                                 | Nielsen Racing                                      | Haupt Racing Team                            |
| 18 februari 2023 | Yas Marina Circuit | Alexandre Coigny Malthe Jakobsen            | Tony Wells Matt Bell                                | Al Faisal Al Zubair Luca Stolz Martin Konrad |
| 19 februari 2023 | Yas Marina Circuit | DKR Engineering                             | Graff Racing                                        | Haupt Racing Team                            |
| 19 februari 2023 | Yas Marina Circuit | Salih Yoluç Charlie Eastwood Ayhancan Güven | Fabrice Rossello Xavier Lloveras François Heriau    | Al Faisal Al Zubair Luca Stolz Martin Konrad |

## Slutställning
| Klass | Förare                                           | Team                   |
| ----- | ------------------------------------------------ | ---------------------- |
| LMP2  | Charlie Eastwood Ayhancan Güven Salih Yoluç      | DKR Engineering        |
| LMP3  | François Heriau Xavier Lloveras Fabrice Rossello | Graff Racing           |
| GT    | Nicky Catsburg Chandler Hull Thomas Merrill      | Walkenhorst Motorsport |